# Grace Park
Grace Park (Los Angeles (Californië), 14 maart 1974) is een Amerikaans/Canadees actrice van Koreaanse afkomst. Ze is vooral bekend van haar rol als Sharon 'Boomer' Valerii in Battlestar Galactica en van de televisieserie Hawaii Five-0.
Ze werd in Los Angeles geboren als Jee Un Park als dochter van Koreaanse-Amerikaanse ouders. Op een leeftijd van 22 maanden verhuisde ze naar Canada. Ze groeide op in Vancouver in de buurt van Kerrisdale. Ze doorliep de Magee Secondary School en behaalde een graad in psychologie aan de Universiteit van Brits-Columbia. Ze verstaat Koreaans en studeerde Spaans. In 2004 woonde ze met haar man in Vancouver.
Park begon haar loopbaan als model. In 2001 speelde ze in de televisieserie Edgemont en speelde ze van 2003 tot 2009 een hoofdrol in de televisieserie Battlestar Galactica, waarmee ze bij het grote publiek doorbrak. Daarnaast speelde ze gastrollen in Dark Angel, Stargate SG1 en Andromeda. In het computerspel Command & Conquer 3: Tiberium Wars van Electronic Arts speelde ze naast NOD generaal Kilian Qatar de GDI-officier Lt. Sandra Telfair.
Haar hobby's zijn extreme sport en reizen.

## Filmografie en televisie
- 2000: Romeo Must Die als Aziatische danseres
- 2000 – 2001: The Immortal (televisieserie) als Mikiko
- 2001: Dark Angel (televisieserie) - 1 afl., als Voortplantende X5
- 2001: Stargate SG-1 (televisieserie) - 1 afl., als Luitenant Satterfield
- 2001 – 2005: Edgemont (televisieserie) als Shannon Ng
- 2002: Beyond Belief: Fact or Fiction (televisieserie) - 1 afl., als Maddie
- 2003 – 2004: Jake 2.0 (televisieserie) als Fran Yoshida
- 2003 – 2009: Battlestar Galactica (televisieserie) als Luitenant Sharon 'Boomer' Valerii / Lt. Sharon 'Athena' Agathon
- 2007: Command & Conquer 3: Tiberium Wars (computerspel) als Luitenant Sandra Telfair
- 2007: West 32nd als Lila Lee
- 2008: Run Rabbit Run als Hannah Moon
- 2008 - 2009: Battlestar Galactica: The Face of the Enemy (miniserie) als "Nummer 8"
- 2008 - 2009: The Cleaner (televisieserie) als Akani Cuesta
- 2008 – 2010: The Border (televisieserie) als Special Agent Liz Carver
- 2010: Human Target (televisieserie) - 1 afl., als Eva Khan
- 2010 - 2017: Hawaii Five-0 (televisieserie) als Kono Kalakaua
- 2018 - 2023: A Million Little Things (televisieserie) als Katherine Kim